# Оболонь-2
Футбольний клуб «Оболонь-2» — колишній професіональний український футбольний клуб з міста Києва. Був заснований як фарм-клуб київської «Оболоні». Був розформований після закінчення сезону 2012/13.

## Історія

### Попередні назви
- 1998—1999: «Оболонь-Зміна-2»
- 1999—23 травня 2001: «Оболонь-ППО-2»
- 23 травня 2001—2012 : «Оболонь-2»

Команду, як фарм-клуб «Оболоні-ППО» (Київ), було засновано 1998 року під назвою «Оболонь-Зміна-2». В сезоні 1998/99 команда виступала у чемпіонаті аматорів, де зайняла четверте місце у групі 2.
Влітку 1999 року, після того, як «Оболонь-ППО» (Київ) вийшла до першої ліги, фарм-клуб пивоварів був заявлений в другу лігу. В першому ж професійному сезоні команда, яка по ходу турніру змінила назву на «Оболонь-ППО-2», зайняла друге місце в групі Б, відставши від лідера, бориспільського «Борисфена», лише на одне очко, проте буда змушена покинути другу лігу, через те що з першої ліги вилетіла основна команда «Оболонь-ППО».
Проте вже через рік, у сезоні 2001/02, після того як пивовари знову повернулись у першу лігу, їх фарм-клуб під назвою «Оболонь-2» знову розпочав виступи у другій лізі. Щоправда, цього разу команда набагато гірше провела сезон, зайнявши лише 16 місце в групі Б.
З того часу команда стала середняком другої ліги, де і виступала до завершення сезону 2008/09, під час якого і знялась з фінансових причин. 
Після того, як основна команда «пивоварів» вилетіла з Прем'єр-ліги, що проводила паралельно і молодіжний чемпіонат, 9 липня 2012 року до другої ліги знову була заявлена «Оболонь-2», яка в сезоні 2012/13 виступала у групі А другої ліги, проте перед початком другого етапу знялася зі змагань.

## Всі сезони в незалежній Україні
| Сезон     | Чемпіонат     | Чемпіонат   | Чемпіонат   | Чемпіонат   | Чемпіонат   | Чемпіонат   | Чемпіонат   | Чемпіонат   | Кубок       | Примітка                                                                               |
| Сезон     | Ліга          | Місце       | І           | В           | Н           | П           | М           | О           | Кубок       | Примітка                                                                               |
| --------- | ------------- | ----------- | ----------- | ----------- | ----------- | ----------- | ----------- | ----------- | ----------- | -------------------------------------------------------------------------------------- |
| 1999/00   | Друга Група Б | 2 з 14      | 26          | 18          | 5           | 3           | 44−15       | 59          | не виступав | Позбавлена статусу професіоналів, тому що з першої ліги вилетіла команда «Оболонь-ППО» |
| 2000/01   | не виступав   | не виступав | не виступав | не виступав | не виступав | не виступав | не виступав | не виступав | не виступав |                                                                                        |
| 2001/02   | Друга Група Б | 15 з 18     | 34          | 8           | 11          | 15          | 34−56       | 35          | не виступав |                                                                                        |
| 2002/03   | Друга Група Б | 11 з 16     | 30          | 10          | 7           | 13          | 41−45       | 37          | не виступав |                                                                                        |
| 2003/04   | Друга Група А | 7 з 16      | 30          | 9           | 12          | 9           | 25−30       | 39          | не виступав |                                                                                        |
| 2004/05   | Друга Група А | 14 з 15     | 28          | 4           | 7           | 17          | 21−49       | 19          | не виступав |                                                                                        |
| 2005/06   | Друга Група А | 9 з 16      | 28          | 9           | 8           | 11          | 31−36       | 35          | не виступав |                                                                                        |
| 2006/07   | Друга Група А | 12 з 15     | 28          | 5           | 9           | 14          | 26−45       | 24          | не виступав |                                                                                        |
| 2007/08   | Друга Група А | 5 з 16      | 30          | 15          | 6           | 9           | 50−36       | 51          | не виступав |                                                                                        |
| 2008/09   | Друга Група А | 16 з 18     | 32          | 5           | 4           | 23          | 20−30       | 19          | не виступав | Знялася після 21-го туру                                                               |
| 2010-2012 | не виступав   | не виступав | не виступав | не виступав | не виступав | не виступав | не виступав | не виступав | не виступав |                                                                                        |
| 2012/13   | Друга Група А | 9 з 11      | 20          | 5           | 3           | 12          | 21-30       | 18          | не виступав | Знялася після першого етапу                                                            |
| Всього    | Друга         | 10 сезонів  | 286         | 88          | 72          | 126         | 313−372     | 253         |             |                                                                                        |

## Відомі футболісти
Подано гравців, що в майбутньому грали у вищому українському дивізіоні
| - Сергій Погорілий - Валентин Слюсар - Дмитро Гололобов - Валерій Куценко - Олександр Іващенко - Павло Кутас - Ігор Пластун | - Олександр Антоненко - Руслан Єрмоленко - Дмитро Зозуля - Віктор Мельник - Артем Мірошниченко - Павло Онисько | - Сергій Конюшенко - Сергій Дітковський - Андрій Товт - Ігор Малиш - Денис Соколовський - Любомир Іванський |